# ヘリックスターンヘリックス

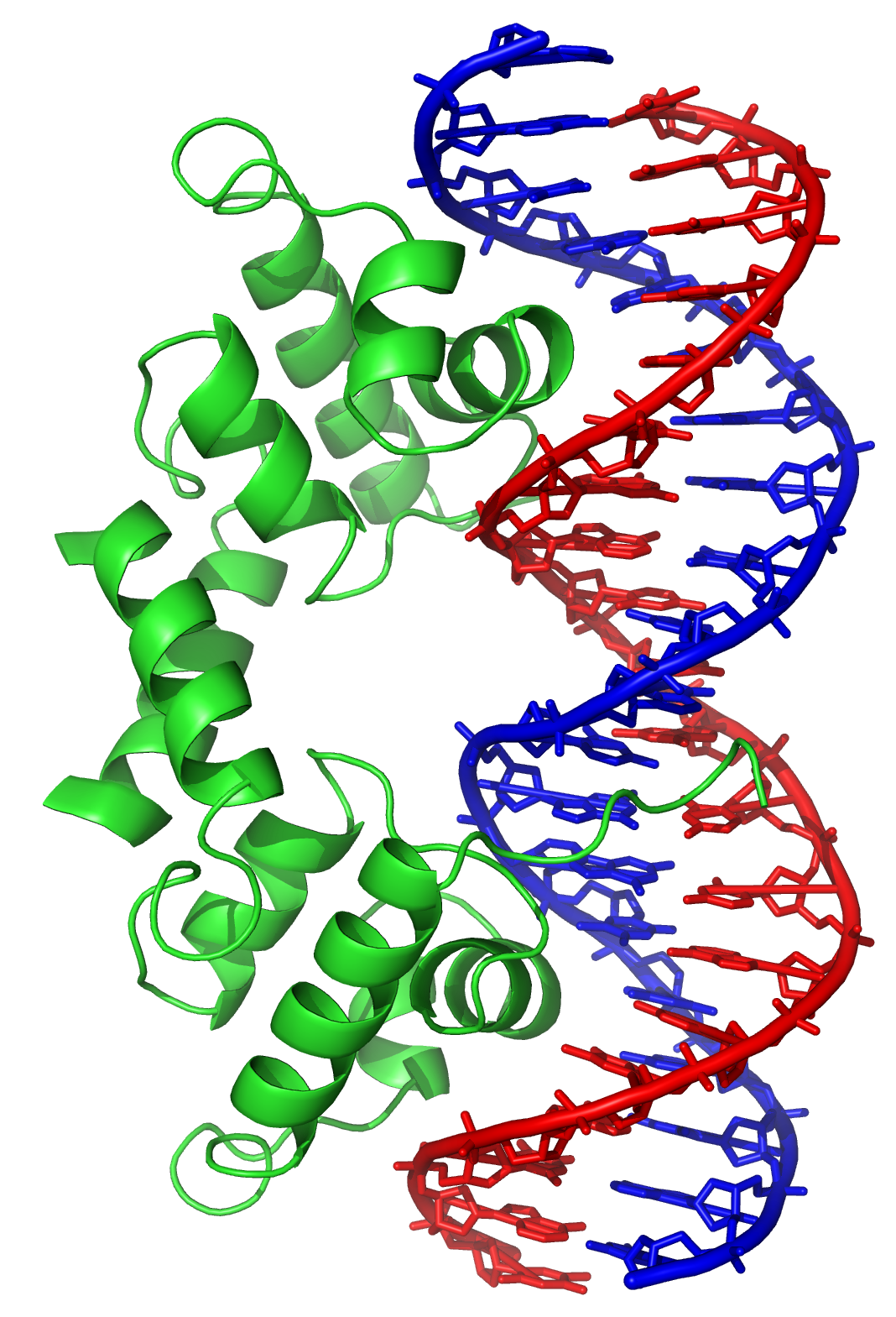
ラムダファージのλリプレッサー。ヘリックスターンヘリックス部分を緑、結合したDNAを赤と青で示している。

ヘリックスターンヘリックス（Helix-turn-helix、HTH）とは、タンパク質の主要な構造モチーフの一つで、DNAに結合する性質を持つ。2つのαヘリックスが短いペプチド鎖で繋がった構造を持ち、遺伝子発現を制御するタンパク質に特に多く見られる。
このモチーフは、Cro、CAP、λリプレッサーに存在する20-25アミノ酸残基の共通配列として発見された。特にDNAを認識し結合する部位は2つのヘリックスのうち1つのN末端ともう1つのC末端にある。またCroリプレッサーを含む多くの場合は2つ目のヘリックスはDNAの認識に関わっている。DNAへの結合は水素結合と塩基部分のファンデルワールス力によっている。もう1つのヘリックスはDNAとタンパク質の結合を安定化させるが、その認識にはあまり関わらない。